# Lijst van voetbalinterlands Moldavië - Turkije
Deze lijst van voetbalinterlands is een overzicht van alle officiële voetbalwedstrijden tussen de nationale teams van Moldavië en Turkije. De landen speelden tot op heden twaalf keer tegen elkaar. De eerste ontmoeting, een vriendschappelijke wedstrijd, werd gespeeld in Istanboel op 14 augustus 1996. Het laatste duel, eveneens een vriendschappelijke wedstrijd, vond plaats op 3 juni 2021 in Paderborn (Duitsland).

## Wedstrijden
| №  | Plaats    | Datum             | Competitie           | Wedstrijd          | Uitslag |
| -- | --------- | ----------------- | -------------------- | ------------------ | ------- |
| 1  | Istanboel | 14 augustus 1996  | Vriendschappelijk    | Turkije – Moldavië | 2 – 0   |
| 2  | Istanboel | 27 maart 1999     | EK 2000 kwalificatie | Turkije – Moldavië | 2 – 0   |
| 3  | Chisinau  | 8 september 1999  | EK 2000 kwalificatie | Moldavië – Turkije | 1 – 1   |
| 4  | Istanboel | 2 september 2000  | WK 2002 kwalificatie | Turkije – Moldavië | 2 – 0   |
| 5  | Chisinau  | 6 oktober 2001    | WK 2002 kwalificatie | Moldavië – Turkije | 0 – 3   |
| 6  | Ankara    | 20 augustus 2003  | Vriendschappelijk    | Turkije – Moldavië | 2 – 0   |
| 7  | Frankfurt | 11 oktober 2006   | EK 2008 kwalificatie | Turkije – Moldavië | 5 – 0   |
| 8  | Chisinau  | 13 oktober 2007   | EK 2008 kwalificatie | Moldavië – Turkije | 1 – 1   |
| 9  | Eskişehir | 27 maart 2017     | Vriendschappelijk    | Turkije – Moldavië | 3 – 1   |
| 10 | Eskişehir | 25 maart 2019     | EK 2020 kwalificatie | Turkije – Moldavië | 4 – 0   |
| 11 | Chisinau  | 10 september 2019 | EK 2020 kwalificatie | Moldavië − Turkije | 0 − 4   |
| 12 | Paderborn | 3 juni 2021       | Vriendschappelijk    | Turkije − Moldavië | 2 − 0   |

## Samenvatting
| Competitie        | Totaal gespeeld | Winst Moldavië | Gelijk | Winst Turkije | Doelsaldo Moldavië – Turkije |
| ----------------- | --------------- | -------------- | ------ | ------------- | ---------------------------- |
| WK-kwalificatie   | 2               | 0              | 0      | 2             | 0 − 5                        |
| EK-kwalificatie   | 6               | 0              | 2      | 4             | 2 − 17                       |
| Vriendschappelijk | 4               | 0              | 0      | 4             | 1 − 9                        |
| Totaal            | 12              | 0              | 2      | 10            | 3 − 31                       |

## Details

### Eerste ontmoeting
| Turkije                                        | 2 – 0 | Moldavië |
| Saffet Sancaklı 67' Saffet Sancaklı 90' (pen.) | goals |          |

### Tweede ontmoeting
| Turkije                           | 2 – 0 | Moldavië |
| Hakan Șükür 34' Sergen Yalçın 90' | goals |          |

### Derde ontmoeting
| Moldavië            | 1 – 1 | Turkije            |
| Serghei Epureanu 3' | goals | 76' Tayfur Havutçu |

### Vierde ontmoeting
| Turkije                           | 2 – 0 | Moldavië |
| Okan Buruk 45' Emre Belözoğlu 75' | goals |          |

### Vijfde ontmoeting
| Moldavië | 0 – 3 | Turkije                                         |
|          | goals | 8' Emre Așık 79' Nihat Kahveci 83' İlhan Mansız |

### Zesde ontmoeting
| Turkije                           | 2 – 0 | Moldavië |
| Nihat Kahveci 30' Okan Yýlmaz 55' | goals |          |

### Zevende ontmoeting
|                                                                                         |       |          |
| Turkije                                                                                 | 5 – 0 | Moldavië |
| Hakan Şükür 35' Hakan Şükür 37' (pen.) Hakan Şükür 43' Tuncay Șanlı 68' Hakan Şükür 73' | goals |          |
| - Zesde en laatste interland van Moldavië onder leiding van bondscoach Anatol Teslev.   |       |          |

### Achtste ontmoeting
| Moldavië          | 1 – 1 | Turkije        |
| Viorel Frunză 11' | goals | 63' Ümit Karan |

### Negende ontmoeting
| Turkije                                              | 3 – 1 | Moldavië           |
| Emre Mor 14' Ahmet Yılmaz Çalık 24' Cengiz Ünder 52' | goals | 90+1' Radu Gînsari |

### Tiende ontmoeting
| Turkije                                                   | 4 – 0 | Moldavië |
| Hasan Ali Kaldırım 24' Cenk Tosun 26', 53' Kaan Ayhan 70' | goals |          |

### Elfde ontmoeting
| Moldavië | 0 – 4 | Turkije                                              |
|          | goals | 37', 79' Cenk Tosun 57' Deniz Türüç 88' Yusuf Yazıcı |

FMF · A-internationals · Bondscoaches · Moldavisch vrouwenelftal · Moldavië U21 · Moldavië U20 · Moldavië U19 · Moldavië U18 · Moldavië U17 · Moldavië U16
1990 – 1999 ·
2000 – 2009 ·
2010 – 2019 ·
2020 − 2029
1991 · 1992 · 1993 · 1994 · 1995 · 1996 · 1997 · 1998 · 1999 · 2000 · 2001 · 2002 · 2003 · 2004 · 2005 · 2006 · 2007 · 2008 · 2009 · 2010 · 2011 · 2012 · 2013 · 2014 · 2015 · 2016 · 2017 · 2018 · 2019 · 2020 · 2021 · 2022 · 2023 · 2024
Albanië ·
Andorra ·
Armenië ·
Azerbeidzjan ·
Bosnië en Herzegovina ·
Bulgarije ·
Canada ·
Cyprus ·
Denemarken · 
Duitsland ·
El Salvador · 
Engeland ·
Estland ·
Faeröer ·
Finland ·
Frankrijk ·
Georgië ·
Gibraltar ·
Griekenland ·
Hongarije ·
Ierland ·
IJsland ·
Indonesië ·
Israël ·
Italië ·
Ivoorkust ·
Jordanië ·
Kaaimaneilanden ·
Kameroen ·
Kazachstan ·
Kirgizië ·
Kosovo ·
Kroatië ·
Letland ·
Liechtenstein ·
Litouwen ·
Luxemburg ·
Malta ·
Montenegro ·
Nederland ·
Noord-Ierland ·
Noord-Macedonië ·
Noorwegen ·
Oeganda ·
Oekraïne ·
Oostenrijk ·
Polen ·
Portugal ·
Qatar ·
Roemenië ·
Rusland ·
San Marino ·
Saoedi-Arabië ·
Schotland ·
Servië ·
Slovenië ·
Slowakije ·
Tsjechië ·
Turkije ·
Venezuela ·
Verenigde Arabische Emiraten ·
Verenigde Staten ·
Wales ·
Wit-Rusland ·
Zuid-Korea ·
Zweden ·
Zwitserland
TFF · A-internationals · Selecties · Bondscoaches · Turks vrouwenelftal · Olympisch elftal · Turkije U21 · Turkije U20 · Turkije U19 · Turkije U18 · Turkije U17 · Turkije U16
1923 – 1929 · 
1930 – 1939 · 
1940 – 1949 · 
1950 – 1959 · 
1960 – 1969 · 
1970 – 1979 · 
1980 – 1989 · 
1990 – 1999 · 
2000 – 2009 · 
2010 – 2019 ·
2020 − 2029
EK 1996 · 
EK 2000 · 
EK 2008 · 
EK 2016 ·
EK 2020 ·
EK 2024 · WK 1954 · WK 2002 · OS 1924 · 
OS 1928 · 
OS 1936 · 
OS 1948 · 
OS 1952 · 
OS 1960
1923 · 
1924 · 
1925 · 
1926 · 
1927 · 
1928 · 
1929 · 1930 · 
1931 · 
1932 · 
1933 · 1934 · 1935 · 
1936 · 
1937 · 
1938 · 1939 · 1940 · 1941 · 1942 · 1943 · 1944 · 1945 · 1946 · 1947 · 
1948 · 
1949 · 
1950 · 
1952 · 
1952 · 
1953 · 
1954 · 
1955 · 
1956 · 
1957 · 
1958 · 
1959 · 
1960 · 
1961 · 
1962 · 
1963 · 
1964 · 
1965 · 
1966 · 
1967 · 
1968 · 
1969 · 
1970 · 
1971 · 
1972 · 
1973 · 
1974 · 
1975 · 
1976 · 
1977 · 
1978 · 
1979 · 
1980 · 
1981 · 
1982 · 
1983 · 
1984 · 
1985 · 
1986 · 
1987 · 
1988 · 
1989 · 
1990 · 
1991 · 
1992 · 
1993 · 
1994 · 
1995 · 
1996 · 
1997 · 
1998 · 
1999 · 
2000 · 
2001 · 
2002 · 
2003 · 
2004 · 
2005 · 
2006 · 
2007 · 
2008 · 
2009 · 
2010 · 
2011 · 
2012 · 
2013 · 
2014 · 
2015 ·
2016 ·
2017 ·
2018 ·
2019 ·
2020 ·
2021 ·
2022 ·
2023 ·
2024
Albanië ·
Algerije ·
Andorra ·
Angola ·
Armenië ·
Australië ·
Azerbeidzjan ·
België ·
Bosnië en Herzegovina ·
Brazilië ·
Bulgarije ·
Canada ·
Chili ·
China ·
Colombia ·
Costa Rica ·
DDR ·
Denemarken ·
Duitsland ·
Ecuador ·
Egypte ·
Engeland ·
Estland ·
Ethiopië ·
Faeröer ·
Finland ·
Frankrijk ·
Georgië ·
Ghana ·
Gibraltar ·
Griekenland ·
Guinee ·
Honduras ·
Hongarije ·
Ierland ·
IJsland ·
Irak ·
Iran ·
Israël ·
Italië ·
Ivoorkust ·
Japan ·
Joegoslavië ·
Kameroen ·
Kazachstan ·
Kosovo ·
Kroatië ·
Letland ·
Libanon ·
Libië ·
Liechtenstein ·
Litouwen ·
Luxemburg ·
Maleisië ·
Malta ·
Moldavië ·
Montenegro · 
Nederland ·
Nieuw-Zeeland ·
Noord-Ierland ·
Noord-Macedonië ·
Noorwegen ·
Oekraïne ·
Oezbekistan ·
Oostenrijk ·
Pakistan ·
Paraguay ·
Polen ·
Portugal ·
Qatar · 
Roemenië ·
Rusland ·
San Marino ·
Saoedi-Arabië ·
Schotland ·
Senegal ·
Servië ·
Slovenië · 
Slowakije ·
Sovjet-Unie ·
Spanje ·
Syrië ·
Tsjechië ·
Tsjecho-Slowakije ·
Tunesië ·
Uruguay ·
Verenigde Staten ·
Wales ·
Wit-Rusland ·
Zuid-Afrika ·
Zuid-Korea ·
Zweden ·
Zwitserland
Brazilië (2002, 1) · 
Costa Rica (2002) · 
Duitsland (2008) · 
Italië (2021) · 
Kroatië (2008) · 
Kroatië (2016) · 
Portugal (2008) · 
Spanje (2016) · 
Tsjechië (2008) · 
Wales (2021) · 
Zwitserland (2008) · 
Zwitserland (2021)